# Азаров, Таави
Таави Азаров (эст. Taavi Azarov; 20 апреля 1980, Курессааре) — эстонский футболист, защитник и полузащитник.

## Биография
Всю карьеру провёл в системе клуба «Курессааре». Дебютировал во взрослом футболе в 1997 году, когда вновь созданная команда выступала в третьей лиге Эстонии. В 2000 году вместе с клубом дошёл до высшего дивизиона, где дебютировал 25 мая 2000 года в матче против «Транса», эта игра в том сезоне осталась для футболиста единственной. В 2001—2003 годах выступал только за фарм-клуб, в 2004 году вернулся в основу «Курессааре» и провёл несколько сезонов в основном составе, в период когда клуб курсировал между высшей и первой лигами. В 2012 году вновь выпал из основы команды и вернулся в 2015 году, в том сезоне «Курессааре» занял место в зоне вылета из первой лиги. В 2010 году играл также в первой лиге за «Флору»(Раквере), которая в том сезоне была фарм-клубом «Курессааре».
Всего в высшей лиге Эстонии сыграл 104 матча, все — в составе «Курессааре».
Участник Островных игр 2007 года в составе сборной острова Сааремаа.